# Cheshire Plain

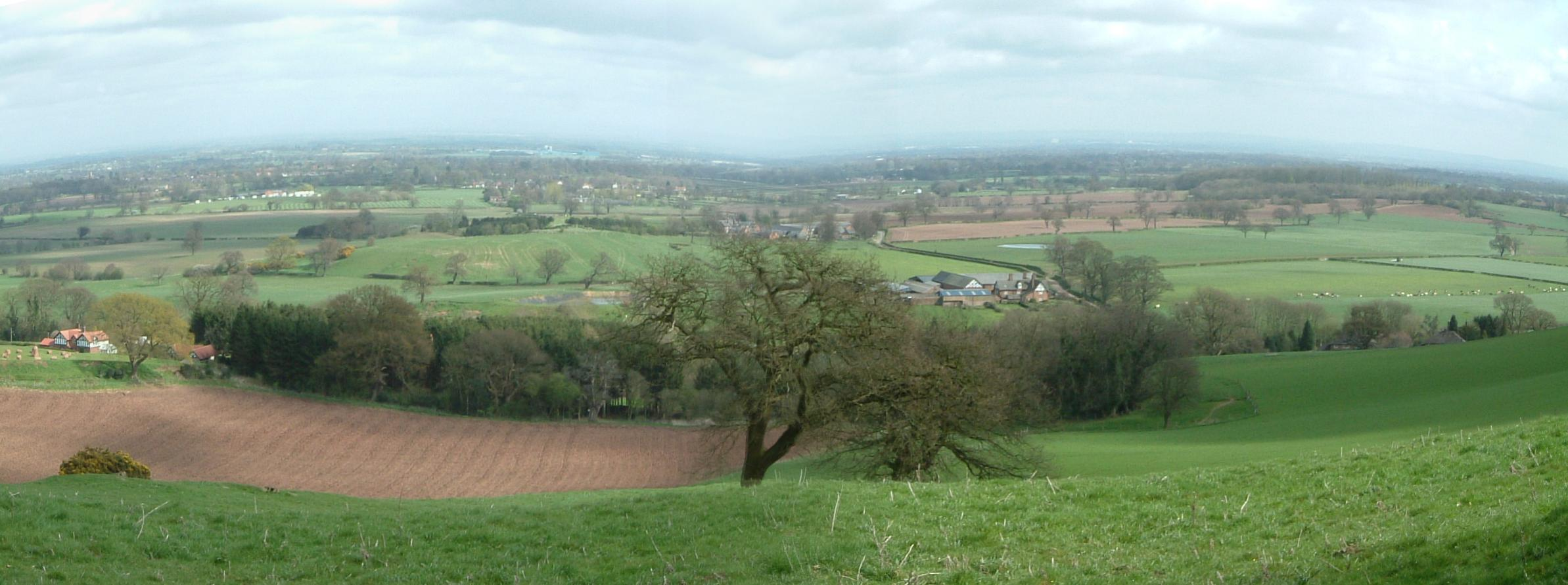
Panorama Cheshire Plain – zdjęcie z Mid-Cheshire Ridge

Cheshire Plain (Równina Cheshire) – dość płaska nizina, prawie w całości położona na terenie hrabstwa Cheshire w północno-zachodniej Anglii. Od zachodu otaczają ją wzgórza północnej Walii, od wschodu zaś rejon Peak District należący do hrabstwa Derbyshire i North Staffordshire. Półwysep Wirral leży na północnym zachodzie, gdzie równina łączy się z równiną South Lancashire Plain w rejonie Manchesteru na północy. Na równinę składają się dwa rejony o różnych cechach: na zachód od Mid Cheshire Ridge oraz większy w kierunku wschodnim. 
Równina jest wynikiem uformowania się Cheshire Basin (Basenu Cheshire), głębokiego basenu sedymentacyjnego rozciągającego się na północ w stronę Lancashire i na południe w kierunku Shropshire. Sądzi się, że jej obecna forma jako lodowiec ostatniej epoki lodowcowej stopiła się około 20.000 do 15.000 lat temu, pozostawiając cienką warstwę gliny zwałowej i liczne pozostałości piasku i żwiru pochodzenia glacjalno-fluwialnego.
Podstawowym zastosowaniem rolniczym równiny Cheshire Plain jest wypas bydła, co tworzy krajobraz zamkniętych pól ograniczonych żywopłotami. 
Meteorolodzy stosują termin Cheshire Gap (dziura, przerwa Cheshire) mówiąc o nizinach Cheshire Plain, kiedy mają na myśli rejon od Clwydian Hills w Walii do Peak District i południowych Gór Pennińskich.